# Calanda

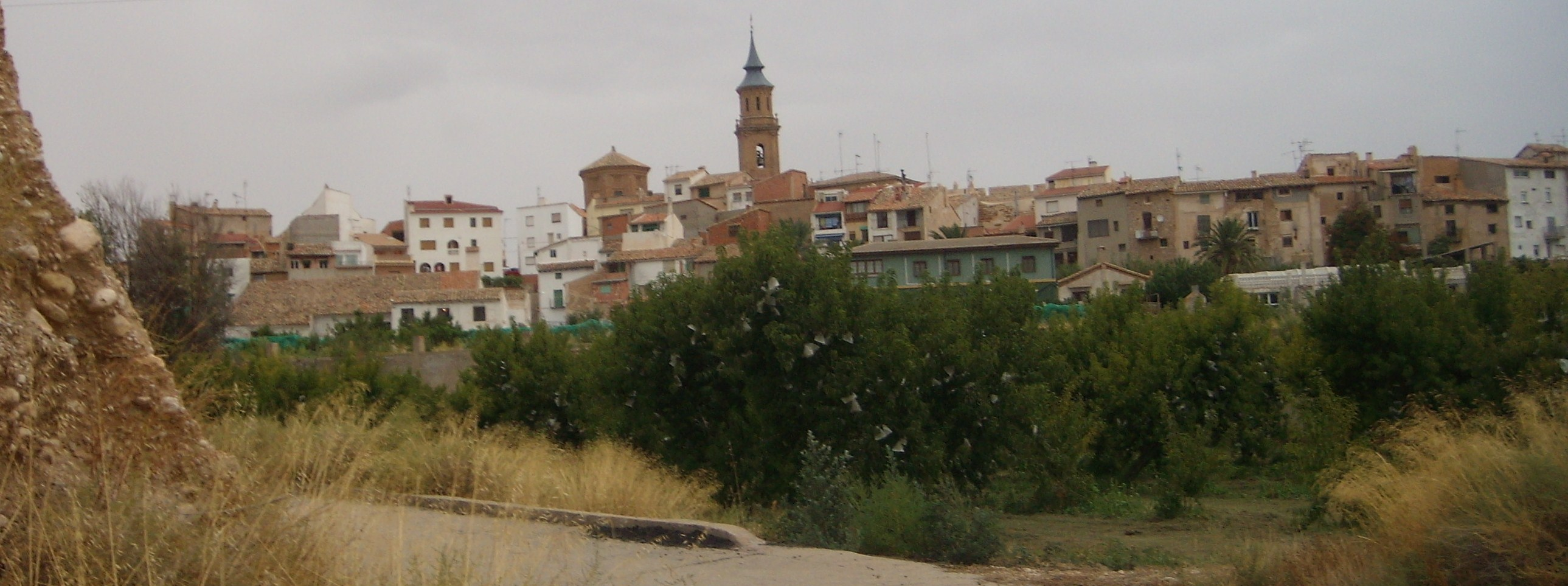
Widok na Calandę

Calanda – miasto w Aragonii, w Hiszpanii.
Klimat miejscowości jest przejściowy, pomiędzy śródziemnorskim i kontynentalnym. Gospodarka bazuje na rolnictwie, głównie na uprawie brzoskwini i oliwek.
W Calandzie urodził się Luis Buñuel.
Miejsce wydarzenia znanego w Hiszpanii cudu maryjnego, któremu Vittorio Messori poświęcił książkę Cud. Cud ten to tzw. Cud z Calandy.